# Enron - L'economia della truffa
Enron - L'economia della truffa (Enron: The Smartest Guys in the Room) è un documentario del 2005, diretto da Alex Gibney e candidato al premio Oscar al miglior documentario.
Il documentario si basa su un libro del 2003 scritto dai giornalisti di Fortune Bethany McLean e Peter Elkind, e racconta il fallimento della multinazionale dell'energia Enron Corporation, avvenuto nel 2001 a causa della condotta fraudolenta dei dirigenti dell'azienda. Viene anche descritta la crisi energetica della California del 2000-2001, per la quale Enron ha avuto pesanti responsabilità.